# Anurophorus palaearcticus
Anurophorus palaearcticus är en urinsektsart som beskrevs av Potapov 1997. Anurophorus palaearcticus ingår i släktet Anurophorus, och familjen Isotomidae. Arten är reproducerande i Sverige.